# Richelieu (Indre-et-Loire)
Richelieu is een gemeente in het Franse departement Indre-et-Loire (regio Centre-Val de Loire). De plaats maakt deel uit van het arrondissement Chinon. Richelieu telde op 1 januari 2022 1.620 inwoners.
Het oude stadscentrum werd in de 17e eeuw als nieuwe stad gebouwd in opdracht van kardinaal de Richelieu. De stad Richelieu bleef zo goed als ongeschonden en behield zo haar 17de-eeuwse karakter. Richelieu vormt een uniek voorbeeld van stedenbouw uit die tijd, dit in tegenstelling tot de andere nieuwe steden van hetzelfde tijdperk (zoals Charleville en Henrichemont), die versmolten raakten met latere constructies. Van het Kasteel van Richelieu zijn enkel bijgebouwen bewaard gebleven. 

## Geschiedenis
In 1631 verleende koning Lodewijk XIII aan zijn eerste minister kardinaal de Richelieu het privilege om een kasteel en een nieuwe stad te bouwen. Deze nieuwe stad mocht worden ommuurd en mocht een markthal, vier jaarmarkten en twee weekmarkten hebben. Kardinaal de Richelieu koos een plaats uit bij zijn familiedomein op de grens tussen Anjou, Touraine en Poitou. Hij stelde de koninklijke architect Jacques Lemercier aan om het kasteel en de nieuwe stad te ontwerpen. Het kasteel lag in een park van 475 ha. De stad had een rechthoekig grondplan met zijden van 620 en 390 meter. De stadsmuur telde drie poorten en een valse poort die enkel voor de symmetrie werd gebouwd. Langs de Grande Rue kwamen stadspaleizen voor de hovelingen van de kardinaal. In het noorden en het zuiden van de stad werden pleinen aangelegd. Tweeduizend arbeiders werden aan het werk gesteld en bij de dood van de kardinaal in 1642 was de bouw bijna afgewerkt. 
Richelieu bleef in het bezit van de familie de Richelieu tot de Franse Revolutie. Het kasteel werd in 1805 opgekocht door een handelaar die het vervolgens liet afbreken en als bouwmateriaal verkopen. Het kasteelpark met de overgebleven bijgebouwen kwam later terug in het bezit van de familie de Richelieu. De laatste hertog de Richelieu liet het in 1930 na aan de Sorbonne-universiteit.

## Geografie
De oppervlakte van Richelieu bedroeg op 1 januari 2022 5,09 vierkante kilometer; de bevolkingsdichtheid was toen 318,3 inwoners per km².

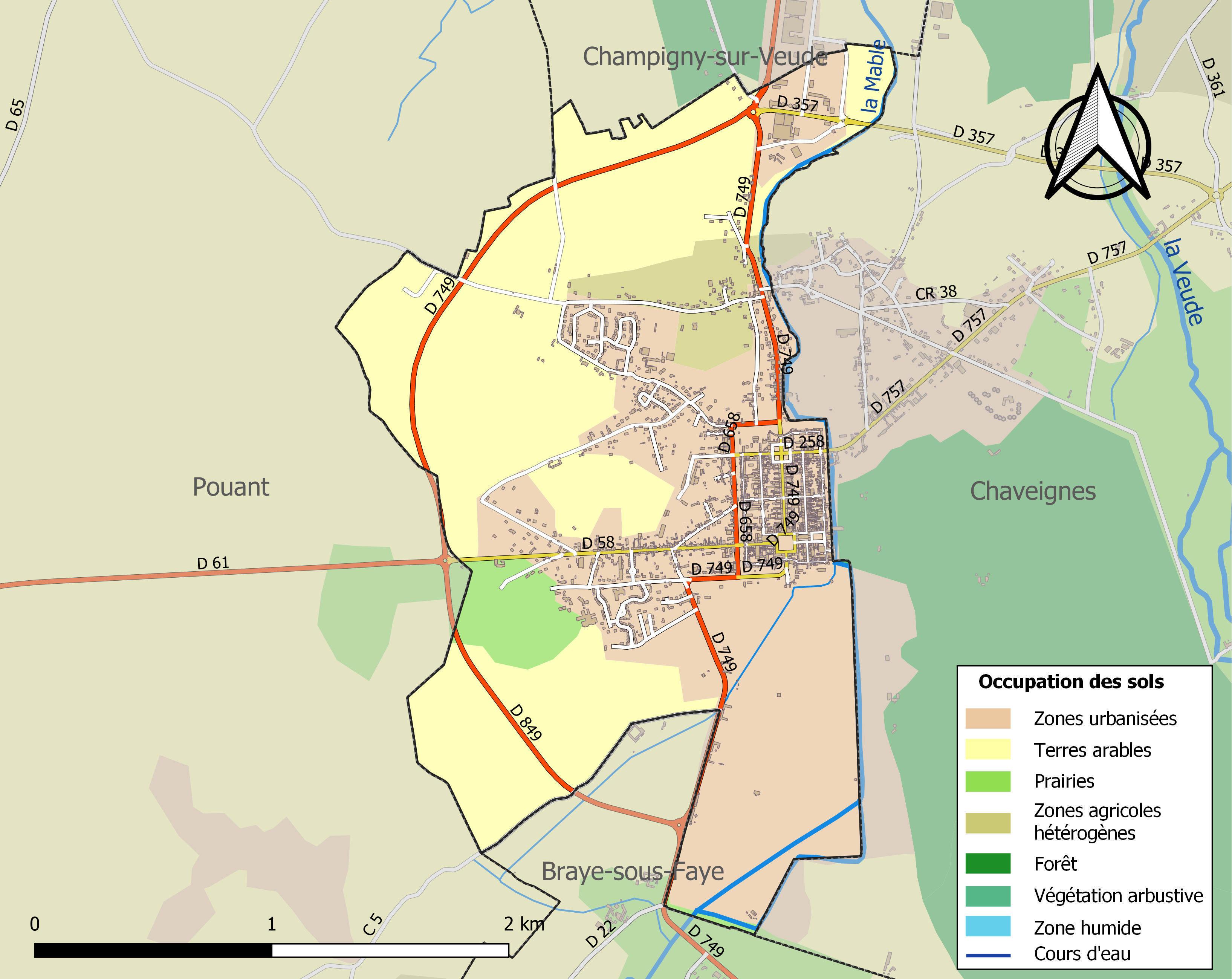
Kaart van de gemeente met belangrijkste infrastructuur, bodemgebruik en omliggende gemeenten

## Demografie
Onderstaande figuur toont het verloop van het inwonertal (bron: INSEE-tellingen).